# سوزان شيبرد
سوزان شيبرد (بالإنجليزية: Suzanne Shepherd)‏ هي ممثلة تلفزيونية، من الولايات المتحدة الأمريكية.

## وصلات خارجية
- سوزان شيبرد على موقع IMDb (الإنجليزية)
- سوزان شيبرد على موقع ألو سيني (الفرنسية)
- سوزان شيبرد على موقع أول موفي (الإنجليزية)
- سوزان شيبرد على موقع قاعدة بيانات الأفلام السويدية (السويدية)
- سوزان شيبرد على موقع قاعدة بيانات الفيلم (الإنجليزية)
- سوزان شيبرد على موقع كينوبويسك (الروسية)